# リチャード・ロバーツ
リチャード・ジョン・ロバーツ（Richard John Roberts、1943年9月6日 - ）は、イギリスの生化学者、分子生物学者。真核生物のイントロンの発見及び遺伝子組み換え技術の発見により、1993年にフィリップ・シャープと共にノーベル生理学・医学賞を受賞した。

## 来歴
ダービーにて自動車工と主婦の子供として生まれる。ロバーツが4歳の時にバースに転居した。子供の時は探偵になりたかった。その後、科学実験用品一式を与えられ、ジョン・ケンドリューの著作に感銘を受けてからは生化学者を志望した。1965年にシェフィールド大学を卒業し、1969年には同大学院から化学のPh.D.を取得した。同年ハーバード大学の博士研究員となり、その間、ケンブリッジ大学のフレデリック・サンガー研究室で4週間過ごし、RNAの配列決定法を学ぶ機会を得た。1972年、彼はジェームズ・ワトソンからの申し出を受け入れ、コールド・スプリング・ハーバー研究所で研究を行った。
1995年王立協会フェロー選出。2021年ロモノーソフ金メダル受賞。